# مارک زار
مارک زار یکای پولی بود که در ۱۶ ژوئن ۱۹۴۷ توسط دولت فرانسه برای استفاده در تحت‌الحمایه زار صادر شد. این اسکناس همتراز با رایش مارک آلمان بود و از شش اسکناس ۱، ۲، ۵، ۱۰، ۵۰ و ۱۰۰ تشکیل شده بود. هدف از معرفی این پول ایجاد اتحادیه اقتصادی زار با فرانسه بود. علاوه بر این، به دولت فرانسه این امکان را داد که یک دید کلی از کل سرمایه موجود در منطقه زار به دست آورد.